# Cascajal (Costa Rica)
Cascajal es un distrito del cantón de Vázquez de Coronado, en la provincia de San José, de Costa Rica. El distrito se caracteriza por sus abundantes recursos naturales, como el parque nacional Braulio Carrillo, y por la alta producción de lácteos, agricultura y ganadería.

## Toponimia
El nombre del distrito proviene del término cascajo, un terreno pedregoso donde hay muchos guijos, así como la geografía compleja del distrito de Cascajal.

## Historia
Cascajal fue creado el 30 de noviembre de 1988 por medio de Acuerdo Ejecutivo 429. Fue segregado del distrito de Dulce Nombre de Jesús, tomando más del doble de la extensión de este último.

## Ubicación
El distrito limita al noroeste con el cantón de Heredia, al oeste con el distrito de Dulce Nombre de Jesús, al sur con el distrito de San Rafael, al sureste con el cantón de Cartago, al este con el cantón de Oreamuno y al noreste con el cantón de Pococí.

## Geografía
Cascajal cuenta con un área de 132,02 km² y una altitud media de 1495 m s. n. m.

## Demografía
Para el año 2022, Cascajal cuenta con una población estimada de 8342 habitantes, y para el último censo efectuado, en 2011, Cascajal contaba con una población de 6728 habitantes.
La población urbana en Cascajal es de 5 572 personas (un 82,8% del total de población distrital), la mayoría acumulada en una pequeña porción al suroeste del territorio, en el área central del distrito, San Pedro de Coronado. Dado el año de fundación, la población de Cascajal se empieza a estimar con base al Censo Nacional del año 2000.

## Localidades
- Cabecera: San Pedro
- Barrios: Avilés, Cerro Indio, Guaba, Rojizo, Sinaí.
- Poblados: Canoa, Cascajal, Choco, Isla, Monserrat, Patillos, Rodeo (parte), Santa Rita de Casia, Tierras Morenas, Vegas de Cajón, Venita, Bajo La Rosa, Corazón de Jesús, El Retumbo, El Rocío, Finca Echandi, Finca Guacamaya, Finca Lara.

## Transporte

### Carreteras
Al distrito lo atraviesan las siguientes rutas nacionales de carretera:
- Ruta nacional 216
- Ruta nacional 307

## Cultura

### Educación
Ubicadas propiamente en el distrito de Cascajal se encuentran los siguientes centros educativos:
- Escuela Manuel María Gutiérrez Zamora
- Escuela de Montserrat
- Escuela Pío XII
- Liceo de Cascajal

## Concejo de distrito
El concejo de distrito de Cascajal vigila la actividad municipal y colabora con los respectivos distritos de su cantón. También está llamado a canalizar las necesidades y los intereses del distrito, por medio de la presentación de proyectos específicos ante el Concejo Municipal. La presidenta del concejo del distrito es la síndica propietaria del partido Republicano Social Cristiano, Miriam Zeledón Ibarra.
El concejo del distrito se integra por:
| #                       | Partido                              | Nombre                         |
| Síndico propietario     | Síndico propietario                  | Síndico propietario            |
| ----------------------- | ------------------------------------ | ------------------------------ |
| 1                       | Partido Republicano Social Cristiano | Miriam Zeledón Ibarra          |
| Síndico suplente        |                                      |                                |
| 2                       | Partido Republicano Social Cristiano | Mario Guillermo Vargas León    |
| Concejales propietarios |                                      |                                |
| 3                       | Partido Republicano Social Cristiano | Marielos Tenorio Araya         |
| 4                       | Partido Republicano Social Cristiano | Jeancarlo Vargas Tenorio       |
| 5                       | Partido Auténtico Labrador           | Wendy Azofeifa Uribe           |
| 6                       | Partido Liberación Nacional          | Paz del Socorro Donzon Romero  |
| Concejales suplentes    |                                      |                                |
| 7                       | Partido Republicano Social Cristiano | José Ángel Núñez Carvajal      |
| 8                       | Partido Republicano Social Cristiano | Ginnette Alejandra Prado López |
| 9                       | Partido Auténtico Labrador           | Andrey José Vargas Delgado     |
| 10                      | Partido Liberación Nacional          | Germán Antonio Ávila           |